# Хопкинс (Јужна Каролина)
Хопкинс (енгл. Hopkins) насељено је место без административног статуса у америчкој савезној држави Јужна Каролина.

## Демографија
По попису из 2010. године број становника је 2.882.
| Група             | 2000.    | 2010.         |
| Белци             | 0 (0,0%) | 390 (13,5%)   |
| Афроамериканци    | 0 (0,0%) | 2.383 (82,7%) |
| Азијати           | 0 (0,0%) | 5 (0,2%)      |
| Хиспаноамериканци | 0 (0,0%) | 76 (2,6%)     |
| Укупно            | 0        | 2.882         |